# Contea di Vihiga
La Contea di Vihiga è una della 47 contee del Kenya situata nella ex Provincia Occidentale. Al censimento del 2019 ha una popolazione di 590.013 abitanti. Il capoluogo della contea è Mbale. Altre città importanti sono: Vihiga, Luanda, Esabalu